# Dragon's Crown
Dragon's Crown (ドラゴンズクラウン, Doragonzu Kuraun) est un jeu vidéo de type Action-RPG et Beat them all à défilement horizontal développé par Vanillaware et édité par Atlus. Le jeu sort sur PlayStation 3 et PlayStation Vita en 2013, le 25 juillet au Japon, le 6 août en Amérique du Nord et le 10 octobre en Europe.
Le jeu propose un mode de coopération en multijoueur local ou en ligne qui prend en charge jusqu'à quatre joueurs simultanément. Il est possible de partager les sauvegardes entre les deux consoles de Sony. Chacune des six classes jouables du jeu possède des compétences uniques, des forces et des faiblesses, et peut être personnalisée selon la préférence du joueur à mesure que le personnage acquiert de l'expérience.
Le 15 mai 2018, sort en Europe une version remastérisée supportant 4K, son OST entièrement réenregistrée avec un orchestre symphonique. La version japonaise inclut d'office un Digital Game Book. Le jeu propose la possibilité d'opter pour un doublage anglais ou japonais, la présence de sous-titres français, le cross-play avec les versions PS3 et PS Vita.